# Handelingen van de Apostelen (tapijtreeks)
De Handelingen van de Apostelen is een serie van tien wandtapijten die geweven werden door Pieter van Aelst naar kartonschilderingen van Rafaël. Ze behoren tot de beroemdste kunstwerken ooit gemaakt en hebben een sleutelrol gespeeld in de verspreiding van de hoogrenaissance buiten Italië.
De reeks werd in 1515 besteld door paus Leo X voor de Sixtijnse Kapel, waar ze nog steeds worden opgehangen bij uitzonderlijke gelegenheden. Op de tapijten zijn episodes afgebeeld uit de levens van de apostelen Petrus en Paulus, zoals beschreven in de evangelies en in de Handelingen van de Apostelen. Soms heeft men het ook over de Scuola vecchia (Italiaans voor "Oude School"), om ze te onderscheiden van een andere Vaticaanse tapijtenreeks waarbij Pieter van Aelst en Rafaël betrokken waren (de Scuola nuova, een twaalfdelige set over het Leven van Christus).

## Beschrijving
Opdrachtgever Leo X had een programma laten vaststellen waarin de erkenning van de pauselijke en kerkelijke macht centraal stond. Deze macht werd immers van meerdere kanten belaagd. Intern streed het concilie om voorrang op het pausschap. Van buitenaf was er de kritiek op de aflaten. Daarbovenop kwam nog dat de hervonden waardering voor de antieke filosofie de onaantastbaarheid van de christelijke doctrine bedreigde.
De tapijtreeks moest aan de hand van welgekozen Bijbelse passages de machtsaanspraken van de paus illustreren. Voor dit hoofdthema zijn vier scènes gekozen uit het leven van Petrus en zes uit het leven van Paulus. De Petruscyclus schraagt de positie van de kerkvorst en de Pauluscyclus vooral deze van de kerk (tegenover de antieke wereld).

### Leven van Petrus

#### Wonderbaarlijke visvangst
Jezus heeft net bij het meer van Tiberias de menigte in de achtergrond toegesproken. Nadien vraagt hij aan de visser die de hele nacht niet had gevangen, Simon Petrus, om zijn netten nog eens uit te gooien. De vangst is overvloedig en de boten zijn tot zinkens toe gevuld. Petrus en zijn collega's Jacobus en Johannes werden Jezus' discipelen ("Voortaan zult ge mensen vangen").
De kraanvogels in voorgrond symboliseren de waakzaamheid (custodia) van de paus, de stad op de achtergrond is Rome zelf. Het meer reflecteert de personages. De felle zon op de geweven versie suggereert een ander tijdstip van de dag dan Rafaëls karton. Ook de planten op de voorgrond zijn door de wevers toegevoegd.
Het tafereel is gebaseerd op Lucas 5, 6-11 en Johannes 21, 1-14.

#### Opdracht aan Petrus
Petrus knielt voor Jezus, die op het punt staat hem de sleutels van het Koninkrijk der Hemelen te overhandigen. De tien andere apostelen (zonder Judas) kijken in vervoering toe. Jezus wijst naar een kudde schapen achter zich, en vraagt Petrus daarmee om voor de gelovigen te zorgen. Zijn kleed is bezaaid met gouden sterren en zijn gezicht is gemodelleerd naar een in smaragd gekerfd portret, gekend als vera effigies, dat sultan Bayezid II aan paus Innocentius VIII had geschonken. In de achtergrond staat een gebouw in brand. Een boot is half op de oever getrokken van het Meer van Tiberias.
Dit is ook figuurlijk een sleutelscène in het programma: Petrus - en bij implicatie de paus - krijgt een bijzondere positie onder de apostelen. Het gewichtige moment wordt benadrukt door de relatieve rust van de figuren, met enkel Jezus die grote bewegingen maakt. De dicht bijeen geplaatste hoofden van de apostelen wekken de suggestie van collectieve aandacht en vervoering. Tegelijk heeft elk individu een eigen karakter en temperament meegekregen.
Het tafereel is gebaseerd op Matteüs 16, 16-19 en Johannes 21, 1-17.

#### Genezing van de lamme

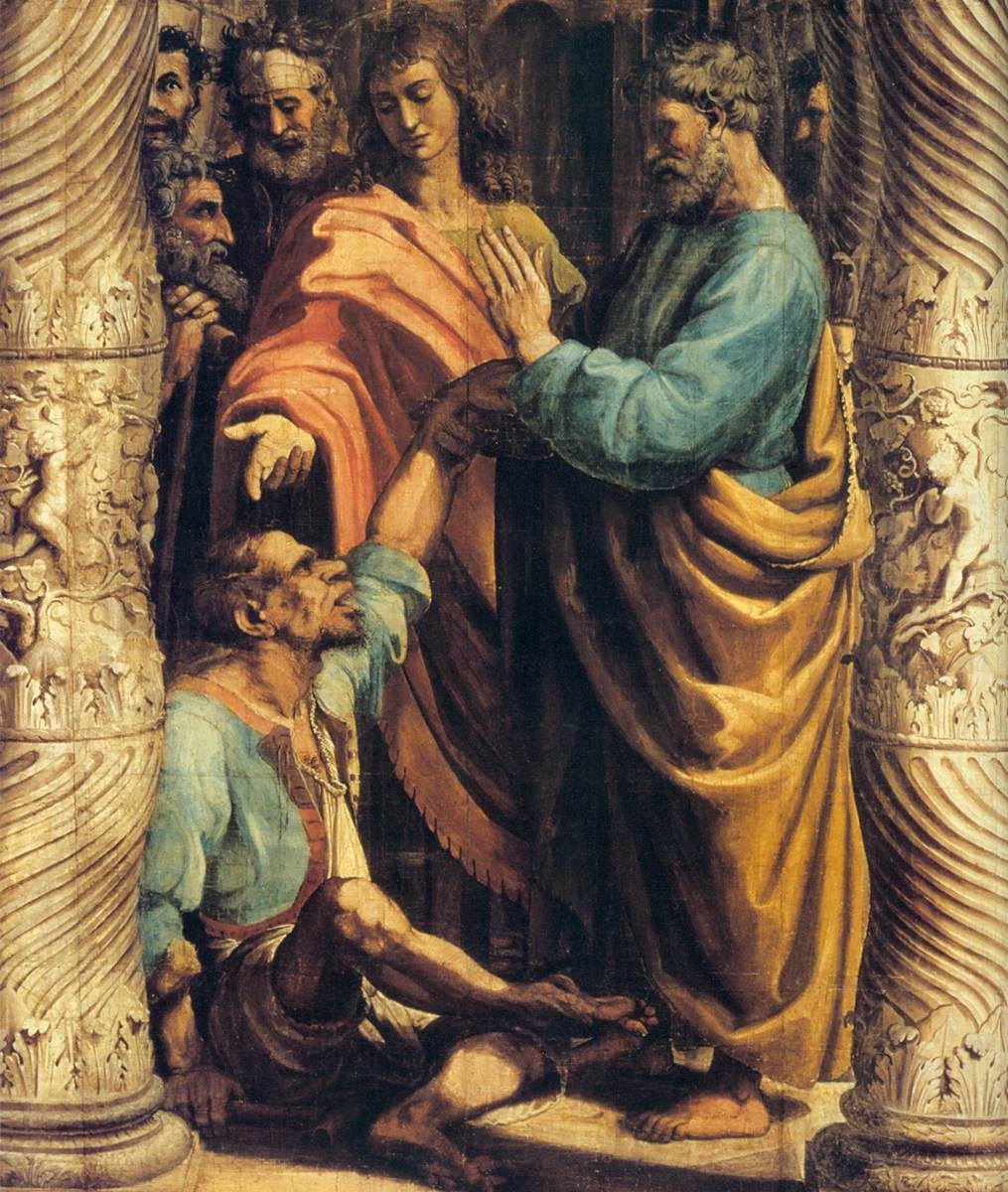
Genezing van de lamme - detail

Na de neerdaling van de Heilige Geest gaan Petrus en Johannes bidden in de tempel. In het voorportaal ontmoeten ze een bedelende lamme. In de middenscène neemt Petrus zijn hand vast om hem te doen opstaan. Hij wordt vergezeld door Johannes. Ernaast zijn omstaanders afgebeeld: een jonge vrouw met kind, een oude bedelaar, twee naakte kinderen. De spiraalvorm van de zuilen is volgens de traditie deze van de Tempel van Salomo en zou later terugkeren op Petrus' graf.
Het tafereel is gebaseerd op Handelingen 3, 1-8.

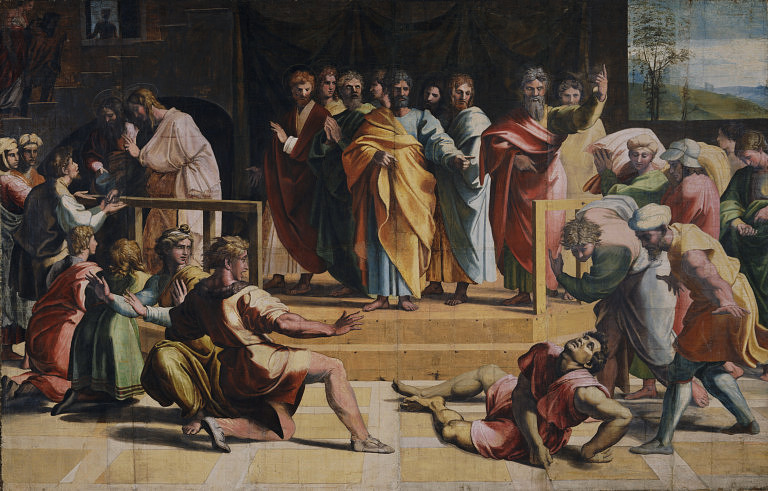
Dood van Ananias

#### Dood van Ananias
Ananias (liggend) had geveinsd dat hij zijn christelijke gemeente te Jeruzalem begiftigde maar hield het geld voor zich. Ontmaskerd door Petrus, valt hij dood neer alvorens zelfs maar te kunnen antwoorden. De vinger van Petrus wijst naar de hemel, van waar het doodvonnis afkomstig was. Het plotse, dramatische neerstorten van Ananias is meesterlijk getroffen door zijn onnatuurlijk verdraaide pols. Naast de verhoging ziet men gelovigen die geld en bezittingen brengen. Aan de overzijde zijn twee apostelen bezig met de uitdeling.
Binnen het programma is dit een niet mis te verstane boodschap aan critici die de kerk of de paus van inhaligheid zouden durven beschuldigen.
De episode komt uit Handelingen 5, 1-10.

### Leven van Paulus

#### Steniging van Stefanus
Stefanus was een christen in Jeruzalem die door de joodse hogepriesters beschuldigd was van blasfemie. In een lange toespraak had hij zijn toehoorders "hardnekkigen" genoemd en "verraders en moordenaars" van de messias. Hij wordt gestenigd en blikt naar de hemel, waar hij de Mensenzoon zag verschijnen, staande aan Gods rechterhand. Voor hij stierf, viel hij nog op zijn knieën en bad God om de stenigers hun zonde niet aan te rekenen. De zittende figuur is Saulus van Tarsus, die instemde met de moord. Bij hem liggen de mantels van de getuigen.
Het tafereel combineert elementen uit Handelingen 6, 5-11 en 7, 54-60.

#### Bekering van Saulus
Saulus is op weg naar Damascus om christenen te vervolgen. Hij ziet een verblindend licht en hoort Christus's stem: "Saul, Saul, waarom vervolgt gij mij?" Het werk toont de ter aarde gestorte Saul en zijn gezellen die achter zijn verschrikte paard aangaan. De diagonale compositie geeft een krachtig effect. Anders dan in de Bijbelse tekst maakt Paulus visueel contact met Christus. Het krachtige gebaar en élan waarmee deze uit zijn wolk tevoorschijn komt, herinneren aan de voorstelling van God in Michelangelo's Schepping van Adam.
Het tafereel combineert elementen uit Handelingen 9, 1-9 en 22, 6-11.

#### Elymas met blindheid geslagen
Op reis door Cyprus willen Paulus en Barnabas de Romeinse proconsul Sergius Paulus (zittend op het verhoog) bekeren. De tovenaar Elymas kwam tussen om dit te verhinderen. Een toornige Paulus noemde hem een Duivelskind en liet hem door de "hand des Heren" met blindheid slaan. Met twee handen voor zich uit rondtastend zoekt de blinde tovenaar iemand om hem te leiden.
Het tafereel is gebaseerd op Handelingen 13, 6-12.

#### Offer te Lystra
In Lystra te Lycaonië hadden Paulus en Barnabas een lamme genezen. De aanwezigen hielden hen voor Zeus en Hermes en wilden hun een stierenoffer brengen. Rafaël toont Paulus en Barnabas die hun kleren verscheuren om het volk van Lystra duidelijk te maken dat ze mensen als hen zijn en niet vereerd willen worden. De kreupele die net is genezen, straalt van vreugde en strekt zijn armen uit naar zijn redders. Enkele nieuwsgierigen heffen de boord van zijn tuniek op om zijn gezonde benen te inspecteren. Zijn overbodig geworden krukken liggen achter hem op de grond.
Het tafereel is gebaseerd op Handelingen 14, 8-18.

#### Paulus in de kerker

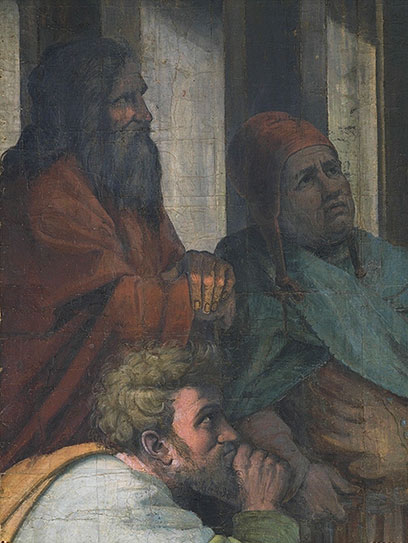
Leo X met links van hem Lascaris. Detail van de Prediking van Paulus te Athene

Paulus was met Silas opgesloten in de gevangenis van Filippi. Een aardbeving deed de deuren van de kerker openvliegen en de boeien losspringen, maar Paulus bleef zitten. De gevangenisbewaarder dacht dat ze ontsnapt waren en wilde al zelfmoord plegen, maar Paulus riep dat ze nog allen daar waren en bekeerde hem. De reus die de aarde openbreekt, wordt toegeschreven aan Giulio Romano, evenals de rand van de afbeelding.
Het verhaal is afkomstig uit Handelingen 16, 25-34.

#### Prediking van Paulus te Athene
Paulus spreekt een menigte sceptische Atheners toe aan de Areopaag. Achter hem, rechtopstaand met rode hoed, is Leo X afgebeeld. Daarnaast bevindt zich Janus Lascaris, een Byzantijns geleerde aan het pauselijk hof.
Het tafereel, dat de superioriteit van het christendom tegenover de antieke filosofie verwoordt, komt voor in Handelingen 17, 16-34.

### Boorden
De hoofdtaferelen zijn telkens ingekaderd in een geweven imitatie van gesculpteerd porfier. Ernaast en eronder bevinden zich boorden met bijkomende voorstellingen.
Op de onderste, horizontale boorden zijn episodes weergegeven uit het leven van Giovanni de' Medici (de latere Leo) en van Paulus. De monochrome taferelen bootsen een bronzen reliëf na.
De vijf Medici-scènes tonen:
- Intrede in Florence van de pas te Fiesole gewijde kardinaal (Steniging van Stefanus);
- Bezoek aan Rome in 1492 en toelating tot de consistorie (Wonderbaarlijke Visvangst);
- Plundering van het Palazzo Medici en vlucht uit Florence, vermomd als pater, in november 1494 (Opdracht aan Petrus);
- Gevangenname te Ravenna in 1512 en ontsnapping naar Milaan (Genezing van de Lamme);
- Terugroeping van de Medici in 1512 en intocht in Florencein (Dood van Ananias).

De verticale boorden bevatten allegorieën van de Zeven Vrije Kunsten, de Zeven Deugden, de Getijden, de Seizoenen, de Vier Elementen en de Twaalf Werken van Hercules. Het overkoepelende thema zou de overwinning van deugd over occasio zijn.
Oorspronkelijk moeten er meer boorden geweest zijn, maar een onbekend aantal ervan ging teloor in de Plundering van Rome (1527).

## Overzichtstabel
| Titel                          | Karton   | Wandtapijt Vaticaan | Wandtapijt Mantua   |
| ------------------------------ | -------- | ------------------- | ------------------- |
| Wonderbaarlijke visvangst      |          |                     |                     |
| Opdracht aan Petrus            |          |                     |                     |
| Genezing van de lamme          |          |                     |                     |
| Dood van Ananias               |          |                     |                     |
| Steniging van Stefanus         | Verloren |                     |                     |
| Bekering van Saulus            | Verloren |                     |                     |
| Elymas met blindheid geslagen  |          |                     |                     |
| Offer te Lystra                |          |                     |                     |
| Paulus in de kerker            | Verloren |                     | Geen deel van serie |
| Prediking van Paulus te Athene |          |                     |                     |

## Bestelling en uitvoering
Onder Leo's voorganger Julius II had Michelangelo het plafond van de Sixtijnse kapel voorzien van een monumentaal fresco. Om een even prestigieuze toevoeging te doen aan de kapel, deed Leo X beroep op Michelangelo's grote rivaal Rafaël.

### Kartons
Het belang van de opdracht blijkt uit de talrijke voorstudies en uit de grote betrokkenheid van de meester zelf. Volgens Vasari maakte hij alle tien de kartons eigenhandig ("tutti di sua mano"). Niettemin hebben ook Giulio Romano en andere medewerkers het penseel gehanteerd. De gebruikte materialen - tempera met lijm op papier - liet correcties toe en leende zich dus allerbest voor Rafaëls improvisatietalent.
De grote schilder had echter geen ervaring met tapijtkartons. Mogelijk hield hij niet al te veel rekening met de beperkingen van het genre. Anderen achten het waarschijnlijker dat hij de Brabantse wevers er bewust toe dreef om de limieten van het medium te overtreffen. Hij leverde genuanceerde werken af met de typische kenmerken van de Italiaanse hoogrenaissance: heldere composities, realistisch perspectief, decorachtige omgevingen, gespierde figuren gevat in een dramatisch moment.
Het zijn de oudst bewaard gebleven tapijtkartons.
In het kasteel van Chantilly bevinden zich duplicaten.

### Weving
Bij hun aankomst in Brussel eind 1516 / begin 1517 maakten de kartons grote indruk. In het atelier van Pieter van Aelst werden ze geweven op lage schering. De gebruikte materialen waren wol, zijde en gigantisch kostbare, ingevoerde goudzilverdraad. Paolo Giovio noteerde in zijn biografie van Leo dat hij geld had gebruikt dat was ingezameld voor andere doeleinden (een nieuwe kruistocht en de bouw van Sint-Pieter).
Waarschijnlijk gebeurde het weven niet rechtstreeks op basis van Rafaëls ontwerpen, maar gebruikten de wevers kopieën door Brusselse kartonschilders. Een alternatieve verklaring zou zijn dat de soms ingrijpende toevoegingen en veranderingen tijdens het weefproces zelf werden aangebracht. De tactiele en picturale effecten werden in elk geval met grote kunde getransponeerd naar textiel.

## Onthaal en invloed
Op tweede kerstdag 1519 waren de Handelingen der Apostelen voor het eerst te zien in de Sixtijnse kapel. De bewondering ervoor was algemeen. Ceremoniemeester Paris de Grassis schreef dat er toen niets mooiers te vinden was op de wereld. De Venetiaanse edelman en kunstverzamelaar Marcantonio Michiel deelde deze mening in zijn dagboek (27 december 1519). De wandtapijten werden onthaald als het ultieme meesterwerk van de christelijke kunst.

Dit werk was zo prachtig uitgevoerd dat men het met verbijstering aanschouwt en zich afvraagt hoe het mogelijk is geweest om de haren en baarden zo gedetailleerd weer te geven, en om met alleen draden het vlees zachtheid te geven; en het is werkelijk eerder een mirakel dan een menselijk kunstwerk, gezien er op deze tapijten dieren, water en gebouwen staan, zodanig gemaakt dat ze niet geweven lijken maar echt met het penseel opgebracht.

(La quale opera fu tanto miracolosamente condotta, che reca maraviglia il vederla et il pensare come sia possibile avere sfilato i capegli e le barbe, e dato col filo morbidezza alle carni; opera certo più tosto di miracolo che d'artificio umano, perché in essi sono acque, animali, casamenti, e talmente ben fatti che non tessuti ma paiono veramente fatti col pennello.)
— Vasari, Le Vite, deel IV, 1568

Elk Europees hof wilde een eigen versie. Niet minder dan 55 herhalingen en variaties zijn bekend. Van kunsthistorisch belang is dat ze zorgden voor de doorbraak van de hoogrenaissance in de Nederlanden, en bij uitbreiding Europa. Hun invloed op Bernard van Orley en Pieter Coecke van Aelst was direct en beslissend. Ter vergelijking: op architectuurgebied was het nog enkele decennia wachten op een puntgave manifestatie van de rinascimento in de Nederlanden (het Granvellepaleis uit 1555).
De faam van de tapijtreeks doorstond moeiteloos de eeuwen. In 1636 loofde de Engelse dichter Henry Peacham de hangsels: "Those stately hangings of Arras, [...] than which, eye never beheld more absolute Art". Anderhalve eeuw later waren ze het hoofddoel van Goethe's bezoek aan Rome.

## Roof en omzwervingen
De opvolgers van Leo X hadden maar weinig genot van zijn wandtapijten. In 1527 werd de pauselijke stad bijna een jaar lang gruwelijk geplunderd door onbetaalde keizerlijke troepen. Dankzij hun kostbaarheid werden de wandtapijten, die toch de pauselijke machtsaanspraken weergaven, niet vernietigd door de Lutherse plunderaars. Wel werden ze verknipt, waardoor sommige boorden wellicht verloren zijn gegaan. Twee tapijten zijn verkocht aan Isabella d'Este, maar ze werden gekaapt door piraten en naar Tunesië gevoerd. Later doken ze op in Venetië en Istanboel, om uiteindelijk in 1554 te worden teruggegeven aan paus Julius III. Andere tapijten werden gesignaleerd in Lyon en Napels (1531-32). Paus Clemens VII voerde onderhandelingen om ze te verwerven en was waarschijnlijk succesvol. Tegen het einde van de 16e eeuw waren ze in elk geval herenigd in het Vaticaan.
In 1798 werd de reeks terug weggevoerd, toen de Franse Revolutie Rome bereikte. Napoleon Bonaparte liet honderden kunstwerken naar Frankrijk overbrengen en ook de paus zelf werd meegenomen. Via Genua belandden ze in Parijse Musée Napoléon, van waar ze in 1808 werden geretourneerd. In het Vaticaan werden ze vanaf 1814 permanent tentoongesteld (sedert 1932 in de pinakotheek).

## Locatie
De tapijtenreeks bevindt zich in de Pinacotheek van de Vaticaanse Musea (en dus niet in de Galleria degli Arrazi). Ze hangt in een afzonderlijke zaal die meestal is afgesloten, samen met een geweven versie van Leonardo da Vinci's Laatste Avondmaal. Bij feestelijke gelegenheden worden ze overgebracht naar de Sixtijnse Kapel, op de speciaal voorziene plaatsen aan het altaar. De handelingen van Petrus vertrekken rechts en lopen vanaf de zijmuur door onder de fresco's uit het leven van Christus. De handelingen van Paulus vertrekken links en lopen vanaf de zijmuur door onder de cyclus van Mozes.
Vanaf de 17e eeuw werden de Handelingen tijdens de processie op Sacramentsdag in open lucht opgehangen. In 1983 werden ze bovengehaald voor de vijfhonderdste verjaardag van Rafael's dood.
De zeven bewaard gebleven kartons van Rafaël zijn eigendom van de Engelse kroon en bevinden zich in het Victoria and Albert Museum. Ze werden in 1623 aangekocht te Genua door de Engelse kroonprins Karel. Hij wilde een eigen set laten maken in de nieuwe Koninklijke manufactuur van Mortlake. Niemand minder dan Rubens adviseerde hem bij de aankoop.

## Herstellingen en restauratie
In de loop der eeuwen hadden de tapijten nogal te lijden: kleuren vervaalden, subtiele vleespartijen werden monochroom, de zijde verloor haar glans, woldraden rafelden uit en het zilver corrodeerde. Op De Opdracht aan Petrus - nog zo bewonderd door Antonio de Beatis bij zijn bezoek aan het weefatelier - is het rode kleed van Christus wit geworden en de gouden sterren erop zwart.
De tapijten werden regelmatig hersteld, maar om hun oude betovering terug tevoorschijn te brengen kan enkel een inspanning van de verbeelding soelaas bieden.

## Latere versies
Het succes van de pauselijke opdracht bezegelde de doorbraak van de Brusselse legwerkers naar de allerhoogste kringen. Voor de rijkste Europees hoven moesten ze nieuwe versies maken van de serie. Dit gebeurde onmiddellijk na de dood van Pieter van Aelst. De eerste die een bestelling plaatste was de koning Frans I van Frankrijk. Vanaf 1533 waren de wevers in de weer met zijn tapijten, maar ze werden in 1797 verbrand om het goud te recupereren. Hendrik VIII was de volgende die een set bestelde. Ze werden geleverd in 1542 en opgehangen in het Banqueting House van Whitehall Palace. Tijdens de Commonwealth werden deze koninklijke bezittingen verkocht. Ze kwamen uiteindelijk in Duitse handen en gingen - naar men aanneemt - teloor in de brand van Berlijn (1945).
De volgende twee prestigieuze opdrachten gingen naar Jan van Tieghem. Voor het Spaanse Hof maakte hij een hereditie (ca. 1550), die nog steeds in Madrid wordt bewaard en deel uitmaakt van de Koninklijke Collectie. Ook het Palazzo Ducale van Mantua beschikt over een herhaling van de serie uit zijn atelier. Ze werd gemaakt in opdracht van kardinaal Ercole Gonzaga en is uitstekend geconserveerd.
De volgende musea bezitten min of meer volledige versies van de reeks:
- Vaticaanse Pinakotheek (editio princeps: Pieter van Aelst)
- Palacio Real, Madrid (16e eeuw: Jan van Tieghem en Nicholas Leyniers + 17e eeuw: Jan Raes en Jacob Geubels II)
- Palazzo Ducale, Mantua (16e eeuw: Jan van Tieghem en Catherine van Hinderberghe)
- Kunsthistorisches Museum, Wenen (17e eeuw: Jacob Geubels I en/of Catherine Van den Eynde)
- Museo Antico Tesoro, Basiliek van het Heilig Huis, Loreto (Hendrik Mattens, 1620-1624)[10]
- Staatliche Kunstsammlungen, Dresden (17e eeuw: Mortlake)
- Palazzo Ducale, Urbino (17e eeuw: Jean Lefebvre en Mortlake)
- Cathedral Church of St John the Divine, New York (18e eeuw: Steven de May)

Voorts zijn er enkele losse stukken:
- De Sint-Martinusbasiliek van Halle bezit een 17e-eeuwse versie van het Offer te Lystra, gemaakt door het atelier van Jan Raes.
- Galerie nationale de la tapisserie, Beauvais

In Villa Hügel te Essen bevindt zich een 7-delige herinterpretatie door Jan van Orley, geweven bij Daniel IV Leyniers.

## Voetnoten
1. ↑  Pas eind 19e eeuw vond Eugen Miintz de archiefsporen die deze identificatie mogelijk maakten: zie "Raffaels Teppiche und Pieter van Aelst (auf Grund des handschriftlichen Nachlasses von Eugen Miintz)", in: Repertorium fur Kunstwissenschaft, 1929, nr. 50, blz. 15-29
2. ↑  Thomas P. Campbell, Tapestry in the Renaissance. Art and Magnificence, New York, Metropolitan Museum of Art, 2002, blz. 203
3. ↑  Het origineel was verloren maar er waren vele bronzen medailles van geslagen.
4. ↑  Antoine-Chrysostome Quatremère de Quincy, Histoire de la vie et des ouvrages de Raphaël, 1835, blz. 295
5. ↑  Thomas P. Campbell, Tapestry in the Renaissance. Art and Magnificence, New York, Metropolitan Museum of Art, 2002
6. ↑  "Qui ut fuit universale judicium sunt res, qua non est aliquid in orbe nunc pulchrius"
7. ↑  Peacham's Compleat Gentleman, Londen, 1634
8. ↑  Dagboeknotitie van 31 mei 1787: "Ik ben zo vastbesloten om het Corpus Christifeest te zien in Rome en de wandtapijten geweven naar Rafaëls ontwerp, dat geen natuurschoon, hoe magnifiek ook, mij van de toebereidingen voor mijn vertrek kan houden.
9. ↑  Beatis was secretaris van kardinaal Luigi d'Aragona en bezocht het atelier in juli 1517 in diens gevolg.
10. ↑  https://web.archive.org/web/20150407014501/http://museoanticotesoro.santuarioloreto.it/pag_collezione.asp?idart=22&sezione=co
11. ↑  Koenraad Broosens en Guy Delmarcel, Raphael’s ‘Acts of the Apostles’: Italians in the service of the Habsburg monarchy and the Leyniers tapestryworkshop, 1725–55, in: The Burlington Magazine, juni 2014, nr. 156, blz. 376-381